# Сумптуарные законы
Сумптуа́рные зако́ны (лат. leges sumptuariae) — законы против излишней роскоши в обстановке, одежде, еде и пр., издававшиеся во многих государствах, начиная от Ликурга в Древней Спарте до Карла VIII во Франции и позже, не дававшие, однако, существенных результатов.
В настоящее время эти законы часто воспринимаются в качестве некоего курьезного реликта давно ушедших времен. Во многом это связано с широко распространённым в зарубежной литературе представлением о том, что в их основе лежит ограничение права индивида на самовыражение, которое рассматривается, прежде всего, в контексте потребительства. Однако ещё в эпоху Просвещения законы о роскоши воспринимались в качестве одного из атрибутов цивилизованного общества.
Законы о роскоши получили широкое распространение в ряде древних и средневековых обществ. Наиболее известны античные законы о роскоши, ставшие образцом для позднейших законодателей. Если о греческих законах подобного рода известно мало, то римские законы относительно хорошо освещены в источниках. Многочисленные законы о роскоши начиная с XII—XIII веках принимались в Италии, Франции, Испании, Германии, Швейцарии. Некоторые исследователи указывают на наличие законов о роскоши в средневековой Японии, России периода правления Екатерины II и ряде современных исламских государств. При всей специфике отдельных законодательных актов или их национальных групп можно говорить о том, что содержание законов о роскоши имеет единообразный характер и сводится к введению запретов на ношение одежды определённого покроя или цвета, украшений, на употребление деликатесных продуктов питания и напитков (как правило, вызывающих алкогольное или наркотическое опьянение).

## Наиболее известные из сумптуарных законов

### Республиканский Рим
- Закон Клавдия (lex Claudia de nave senatorum) 218 года до н. э. запрещал сенаторам и их семьям владеть кораблями вместимостью свыше 300 амфор. Один из наиболее почтенных сумптуарных законов — его условия были повторены Цезарем в 59 году до н. э. в lex de repetundis, а ссылки встречаются вплоть до III века н. э.[8]

- Закон Оппия (lex Oppia) 215 года до н. э., пожалуй, самый известный из ранних сумптуарных законов. Запрещал римским женщинам иметь больше половины унции золота, носить окрашенную в разные цвета одежду, ездить в повозках по Риму и по другим городам или вокруг них на расстоянии мили, кроме как при государственных священнодействиях[9]. Был отменен через двадцать лет после его принятия, в 195 году до н. э., в том числе благодаря массовым женским выступлениям[10].

- Закон о подарках и воздаяниях (lex Cincia de donationibus) 204 года до н. э. ограничивал размер подарков от клиента патрону и вводил запрет на некоторые виды подарков и формы дарения[11].
- Законы об ограничении роскоши (Марк Порций Катон, 184 г. до н.э.) — введение высоких пошлин на ввозимые извне (Эллады, Африки, Азии) предметы роскоши и установление больших налогов на их владельцев как мер, не только официально направленных на усиление борьбы за нравственность, умеренность и равенство, являющиеся основами и краеугольными камнями существования римского общества (в лучшие его времена), но и на борьбу с проникновением чуждых римскому духу культурных идеалов (например, изгнание философов-эпикурейцев в 161 г. до н.э.).

- Законы об ограничениях расходов на пиры — закон Гая Орхия 181 года до н. э. об ограничении числа гостей, более строгий Фанниев закон 161 года до н. э., не только ограничивающий число гостей до 3 — 5 человек, но и ограничивающий расходы на пиры твердыми суммами[12], закон Публия Лициния Красса Муциана 131 года до н. э. об ограничении количества потребляемого мяса[13].